# 1981 Extended Play
1981 Extended Play es el EP debut del dúo de rock estadounidense I Don't Know How But They Found Me. Fue lanzado el 9 de noviembre de 2018 por Fearless Records.

## Antecedentes
I Don't Know How But They Found Me fue creado por Dallon Weekes (exbajista de Panic! At The Disco) y Ryan Seaman (exbaterista de Falling in Reverse). Realizaron shows secretos a lo largo de 2017 y finalmente lanzaron su primer sencillo, "Modern Day Cain" el 18 de agosto de 2017. "Choke", fue la primera canción lanzada que aparecerá en el EP, se lanzó el 26 de octubre de 2017. El 12 de octubre de 2018, anunciaron el EP 1981 Extended Play y lanzaron el sencillo "Do It All the Time" con un vídeo musical que lo acompaña, junto con una versión reeditada de "Choke" con ilustraciones actualizadas que se ajustan al estilo del EP. El tercer y último sencillo del EP, "Bleed Magic", fue lanzado el 26 de octubre de 2018.

## Listado de canciones
Todas las canciones fueron escritas por Dallon Weekes.

| N.º | Título               | Duración |  |
| 1.  | «Introduction»       | 0:32     |  |
| 2.  | «Choke»              | 3:15     |  |
| 3.  | «Social Climb»       | 2:56     |  |
| 4.  | «Bleed Magic»        | 3:23     |  |
| 5.  | «Absinthe»           | 3:03     |  |
| 6.  | «Do It All the Time» | 2:47     |  |

## Personal
- Dallon Weekes - voz principal, bajo, guitarra, teclados, programación, producción
- Ryan Seaman - batería, percusión, segunda voz

## Posicionamiento
| Listas (2018)                      | Posiciones |
| ---------------------------------- | ---------- |
| US Billboard 200                   | 148        |
| US Top Heatseekers (Billboard)     | 1          |
| US Alternative álbumes (Billboard) | 14         |
| US Rock álbumes (Billboard)        | 26         |

## Historial de lanzamientos
| Región | Fecha                  | Sello    | Formato                                        | Catálogo  |
| ------ | ---------------------- | -------- | ---------------------------------------------- | --------- |
| Varios | 9 de noviembre de 2018 | Fearless | CD, vinyl, Casete, descarga digital, streaming | FEAR00693 |